# Queyssac-les-Vignes
Queyssac-les-Vignes ist eine französische Gemeinde im Département Corrèze in der Region Nouvelle-Aquitaine. Die Bewohner nennen sich Queyssacois. Sie gehört  zum Arrondissement Brive-la-Gaillarde und zum Kanton Midi Corrézien.

## Geografie
Der Dorfkern liegt auf 310 Metern über dem Meeresspiegel. Die Nachbargemeinden sind  Végennes im Westen und im Norden, Sioniac im Osten, Bilhac im Süden und Bétaille im Südwesten.

## Wirtschaft
Queyssac-les-Vignes ist bekannt für die Weinproduktion.

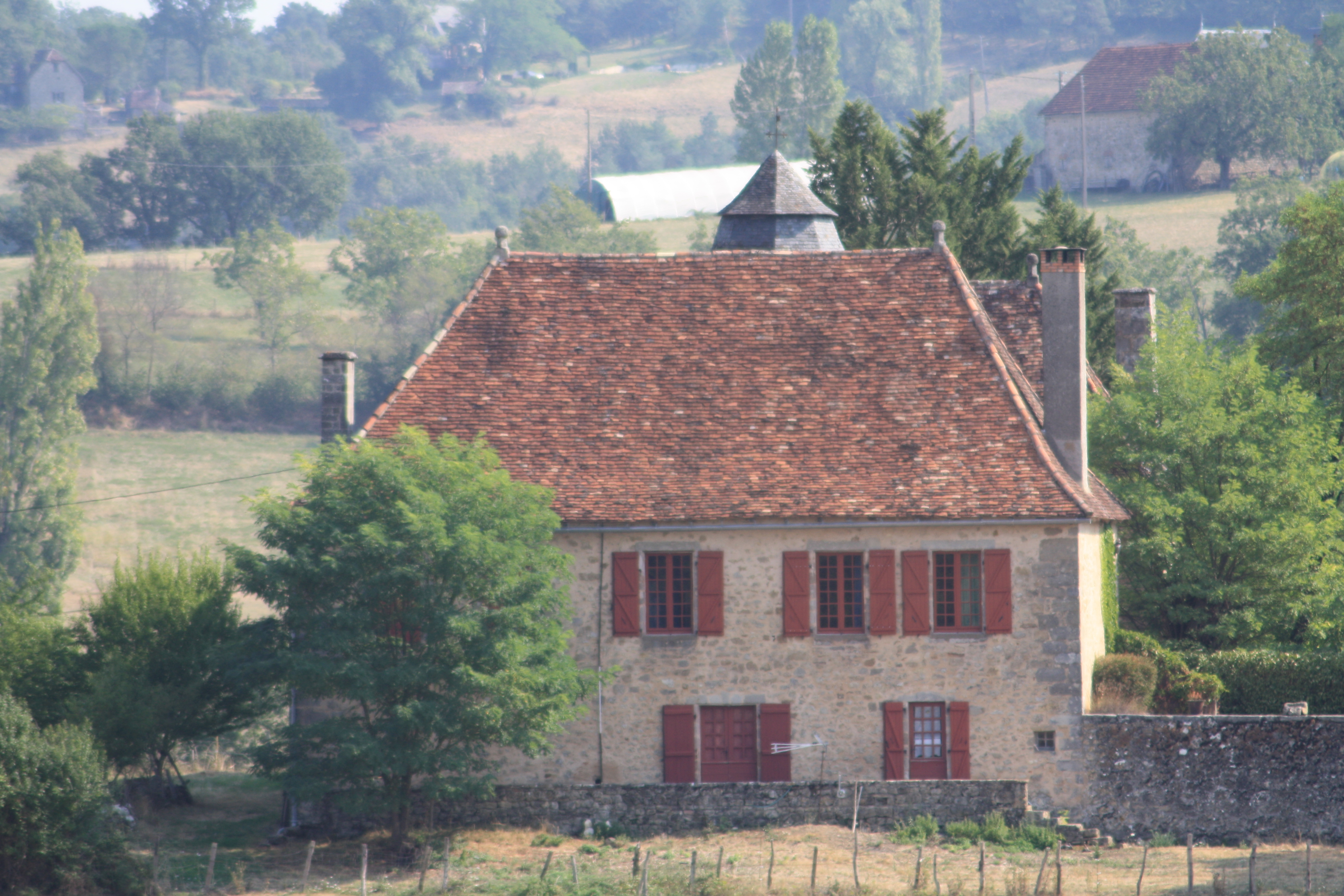
Herrenhaus „Manoir du battut“, Monument historique

## Bevölkerungsentwicklung
| Jahr      | 1962 | 1968 | 1975 | 1982 | 1990 | 1999 | 2008 | 2018 |
| --------- | ---- | ---- | ---- | ---- | ---- | ---- | ---- | ---- |
| Einwohner | 303  | 253  | 222  | 213  | 191  | 180  | 192  | 206  |